# Crato EC
Der Crato Esporte Clube, in der Regel nur kurz Crato  genannt, ist ein Fußballverein aus Crato im brasilianischen Bundesstaat Ceará.
Aktuell spielt der Verein in der vierten brasilianischen Liga, der Série D, sowie in der Staatsmeisterschaft von Ceará.

## Stadion
Der Verein trägt seine Heimspiele im Estádio Municipal Governador Virgílio Távora, auch bekannt als Mirandão,  in Crato aus. Das Stadion hat ein Fassungsvermögen von 10.000 Personen.

## Trainerchronik
Stand: Mai 2022
| Trainer      | Nation    | von             | bis             |
| ------------ | --------- | --------------- | --------------- |
| Pedro Manta  | Brasilien | 29. Januar 2021 | 1. März 2021    |
| Lamar Lima   | Brasilien | 5. Januar 2022  | 22. Januar 2022 |
| Jânio Fialho | Brasilien | 2022            |                 |